# Lohberg (Bayern)
Lohberg er en kommune i Regierungsbezirk Oberpfalz i den østlige del af den tyske delstat Bayern, med knap 2.100 indbyggere.

## Geografi
Lohberg ligger i Lamer Winkel i Bayerischer Wald ved det 1.456 meter høje bjerg Großer Arber. Nabokomuner er Lam og Bayerisch Eisenstein i Landkreis Regen.

### Landsbyer og bebyggelser
| - Altlohberghütte - Berghäusl - Christlhof - Eben - Ebensäge - Eggersberg - Hinterschwarzenbach - Impflgut - Lohberg | - Lohberghütte - Lohhäusl - Mooshütte - Oberhaiderberg - Scheiben - Schneiderberg - Schrenkenthal - Schwarzau - Schwarzenbach | - Seehütte - Silbersbach - Sommerau - Thürnstein - Untereggersberg - Unterhaiderberg - Zackermühle |